# Лотошников, Сергей Михайлович
Сергей Михайлович Лотошников (1883, Нижний Новгород — не ранее 1931) — инженер-экономист, член партии социалистов-революционеров, Гласный Костромской городской думы, Член Учредительного Собрания (1917), член Комуча (1918), участник Уфимского государственного совещания и Съезда членов Всероссийского учредительного собрания.

## Биография
Родился 9 марта 1883 года в Нижнем Новгороде, в семье мещанина Михаила Андрониковича Лотошникова (?—23.11.1895).
Окончил Нижегородское реальное училище и в 1902 году поступил на экономическое отделение Санкт-Петербургского политехнического института (первый приём). Член партии социалистов-революционеров с 1905 года.
Первый раз арестован в Рязани в 1907 году, выслан на два года в Архангельскую губернию. После замены ссылки на два года пребывания за границей, учился в Мюнхенском университете. Окончил университет, а по возвращении на родину и Политехнический институт императора Петра Великого — в 1908 году. До 1913 года работал инструктором по кооперации Костромского земства. Сотрудник Центросоюза в Москве в 1913—1915 годах. Во время Первой мировой войны — служащий Земского союза на Западном фронте.
После Февральской революции — гласный Костромской городской думы и член горкома партии социалистов-революционеров. В ноябре 1917 года был избран в Учредительное собрание. Участник исторического первого и единственного заседания Учредительного собрания в Таврическом дворце 5 января 1918 года.
В октябре 1917 — январе 1918 годов находился в Петрограде, затем — в Москве. С лета 1918 года член Всероссийского учредительного собрания (Комуч). Участник Уфимского государственного совещания и Съезда членов Всероссийского учредительного собрания, на которых занимал наиболее правые позиции. В ноябре 1918 года арестован второй раз, на этот раз колчаковцами, и увезен в Омск. Был освобождён в январе 1919 года. Работал инструктором по кооперации в Омске и Новониколаевске. В мае 1920 — в июле 1921 года — в Омском Центросоюзе. Арестован в третий раз (органами ВЧК) 25 февраля 1921 года; был обвинён в контрреволюционной деятельности, но по постановлению Омской ГубЧК дело прекращено.

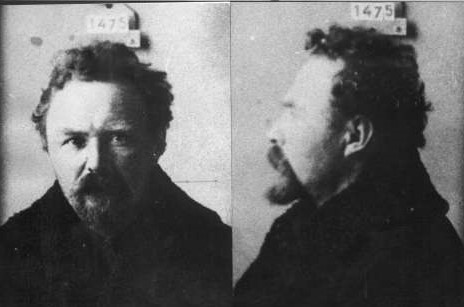
Тюремная фотография, 1922? г.

С июля 1921 года работал в Москве: помощник заведующего отдела Центросоюза (предшественника нынешнего Роспотребсоюза). Очередной арест состоялся 30 октября 1921 года. Обвинён в активной деятельности партии эсэров. По постановлению КОГПУ от 22.04.1922 года приговорен к высылке в Северодвинск. Но место ссылки былозаменено на Череповец, затем на Усть-Сысольск. В 1924—1929 годах ссылку отбывал в Вятке.
Перед последним арестом работал экономистом треста «Севвостлес» в Нижнем Новгороде. Был арестован 23 июля 1930 года и приговорен (КОГПУ, 10.05.1931 г., ст. 16-58-7,10) к 10 годам в концлагере. Умер в заключении.
Полностью реабилитирован 25 октября 2000 года.